# Ystads Tidning (2004–2005)
Ej att förväxla med Ystads Tidning 1852-1885
Ystads Tidning var en edition av Skånska Dagbladet som gavs en gång i veckan på onsdagar från den 28 april 2004 till 22 juni 2005. Tidningen var en gratistidning.

## Redaktion
Redaktionsort var hela tiden Malmö. Tidningen var opolitisk.
| Period                 | Ansvarig utgivare | Period                 | Redaktör                |
| 2004-04-28--2005-06-22 | Johansson, Jan A. | 2004-04-28--2005-06-22 | Hejdenberg Stoltz, Anna |

## Tryckning
Förlaget för editionen var Skånska dagbladet i Malmö. Tidningen trycktes av Skånska Dagbladet i Malmö i fyrfärg. Tidningen trycktes som tabloid med 12-16 sidor.